# Schattdorf
Schattdorf − miejscowość i gmina w Szwajcarii, w kantonie Uri.

## Demografia
W Schattdorfie mieszka 5 414 osób. W 2021 roku 10% populacji gminy stanowiły osoby urodzone poza Szwajcarią. 

## Transport
Przez teren gminy przebiegają autostrada A2 oraz droga główna nr 2.